# Osmoderma eremita
Osmoderma eremita es una especie de coleóptero de la familia Scarabaeidae.

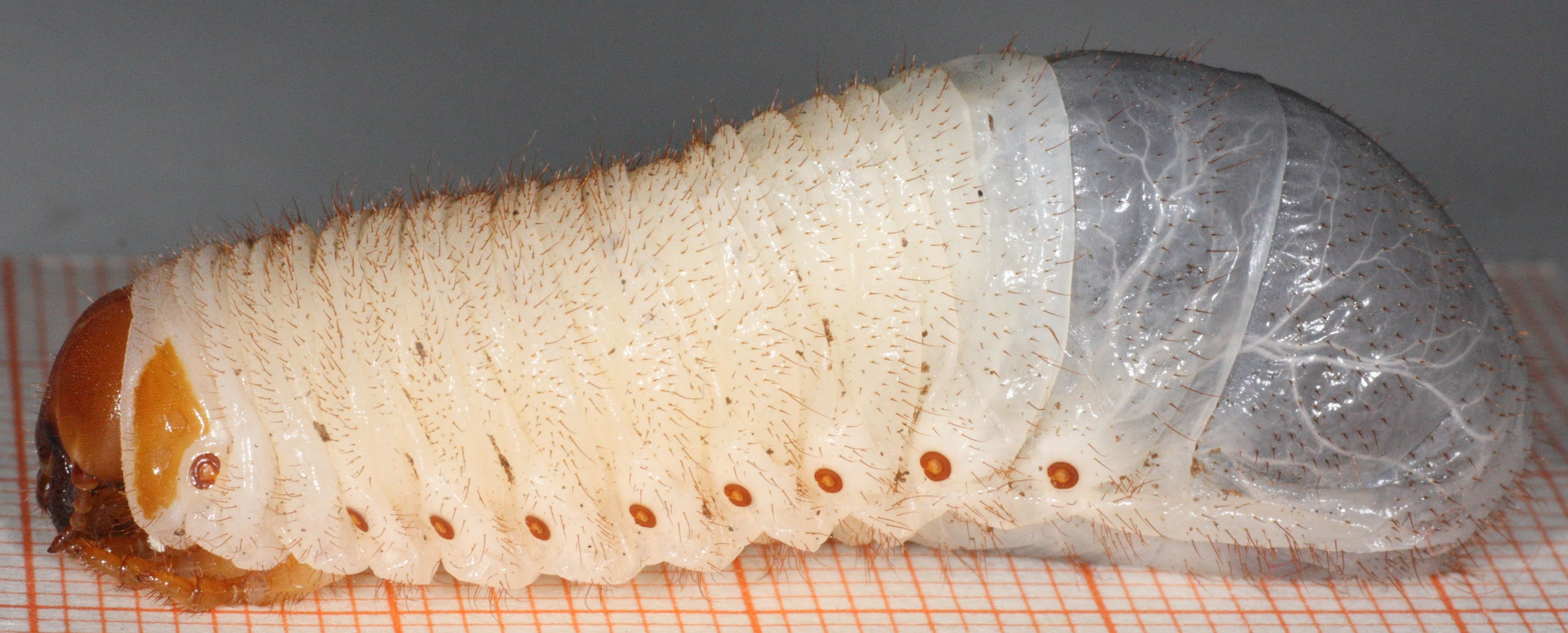
Larva

## Distribución y hábitat
Habita en Europa.
La larva vive en troncos huecos de árboles, preferentemente de robles.